# 阿娑缚抄
《阿娑缚抄》（／）是日本镰仓中期台密（天台宗密教）的一部图像集，大致成书于建治元年（1275年），作者为比叡山僧人小川承澄，共二百二十八卷（一说二百二十七卷）。其后经过补订，收录在《大正藏》图像部第九册。该书整理了当时台密诸多流派的学说、仪轨、口传，为台密的教学、仪轨之集大成，也是研究东密的重要文献。
书名中的“阿”、“娑”、“缚”三字出自《大日经疏》卷十四，分别为表示胎藏界的佛部、莲华部、金刚部的种子字。